# Crisálidas (Machado de Assis)
Crisálidas é o primeiro livro de poesia de Machado de Assis, publicado em 1864.
Escrito quando Machado tinha 25 anos de idade, constava originalmente de 29 poemas, dos quais 17 foram cortados pelo próprio poeta em 1901, quando editou suas Poesias Completas. Os poemas sobreviventes incluem os Versos a Corina, dedicados à sua primeira musa, cuja identidade não é revelada e que, segundo alguns estudiosos da obra machadiana, não é necessariamente uma mulher real.
O poema dedicado a Corina, na edição das Poesias Completas, foi alterado por Machado, com a retirada de um conjunto de 22 versos, relacionando sua musa às de outros poetas: Leonor (Tasso), Lívia (Horácio), Beatriz (Dante Alighieri), Catarina (Luís de Camões), Corina (Ovídio), Cíntia (Propércio), Lésbia (Catulo), Délia (Tibulo). Deste bloco fazia parte ainda o verso que mais tarde seria usado como lema da Academia Brasileira de Letras:
Esta a glória que fica, eleva, honra e consola.